# Мадагаскарские прыгуньи
Мадагаскарские прыгуньи (лат. Heterixalus) — род эндемичных лягушек семейства Прыгуньи (лат. Hyperoliidae) обитающих на Мадагаскаре.

## Классификация
На октябрь 2018 года в род включают 11 видов:
- Heterixalus alboguttatus (Boulenger, 1882) — Глазчатая прыгунья
- Heterixalus andrakata Glaw & Vences, 1991
- Heterixalus betsileo (Grandidier, 1872)
- Heterixalus boettgeri (Mocquard, 1902) — Прыгунья Бёттгера , или прыгунья Мокара
- Heterixalus carbonei Vences, Glaw, Jesu & Schimmenti, 2000
- Heterixalus luteostriatus (Andersson, 1910)
- Heterixalus madagascariensis (Duméril & Bibron, 1841) — Мадагаскарская прыгунья
- Heterixalus punctatus Glaw & Vences, 1994
- Heterixalus rutenbergi (Boettger, 1881) — Белополосая прыгунья
- Heterixalus tricolor (Boettger, 1881) — Трёхцветная прыгунья
- Heterixalus variabilis (Ahl, 1930)

## Галерея

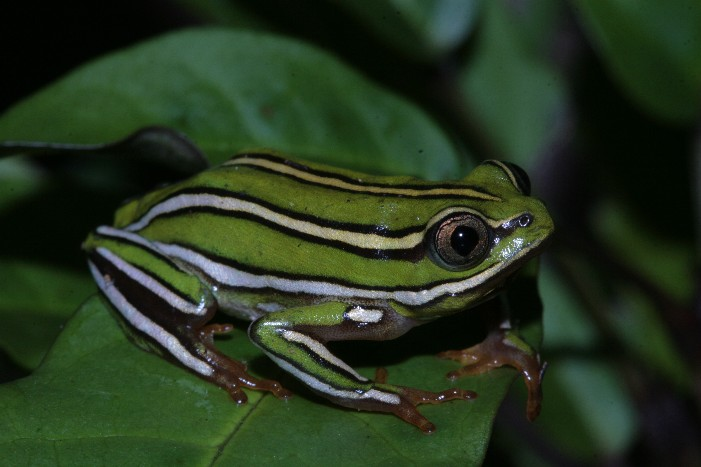
Heterixalus rutenbergi
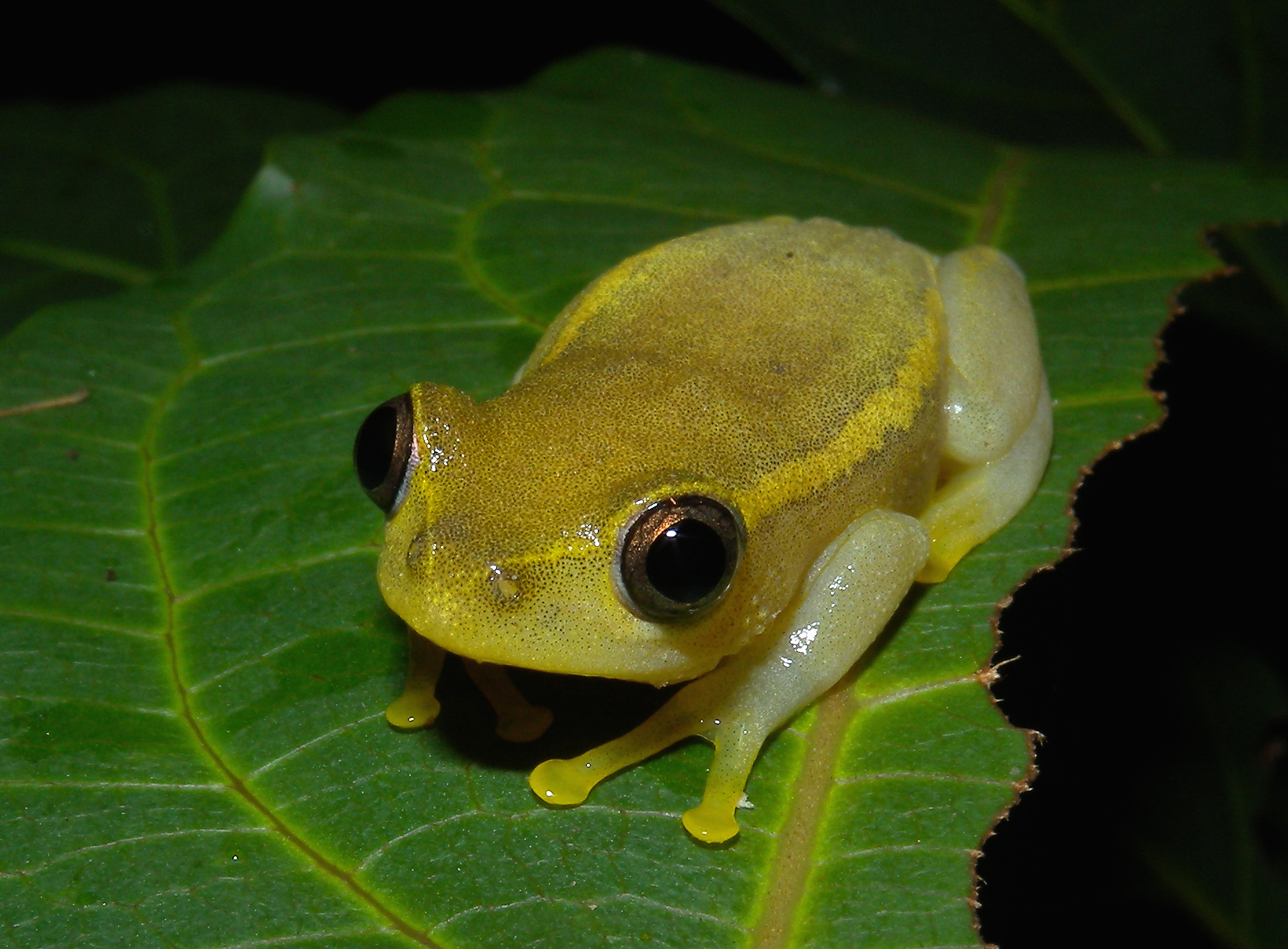
Heterixalus luteostriatus